# Ko-Soto-Gari

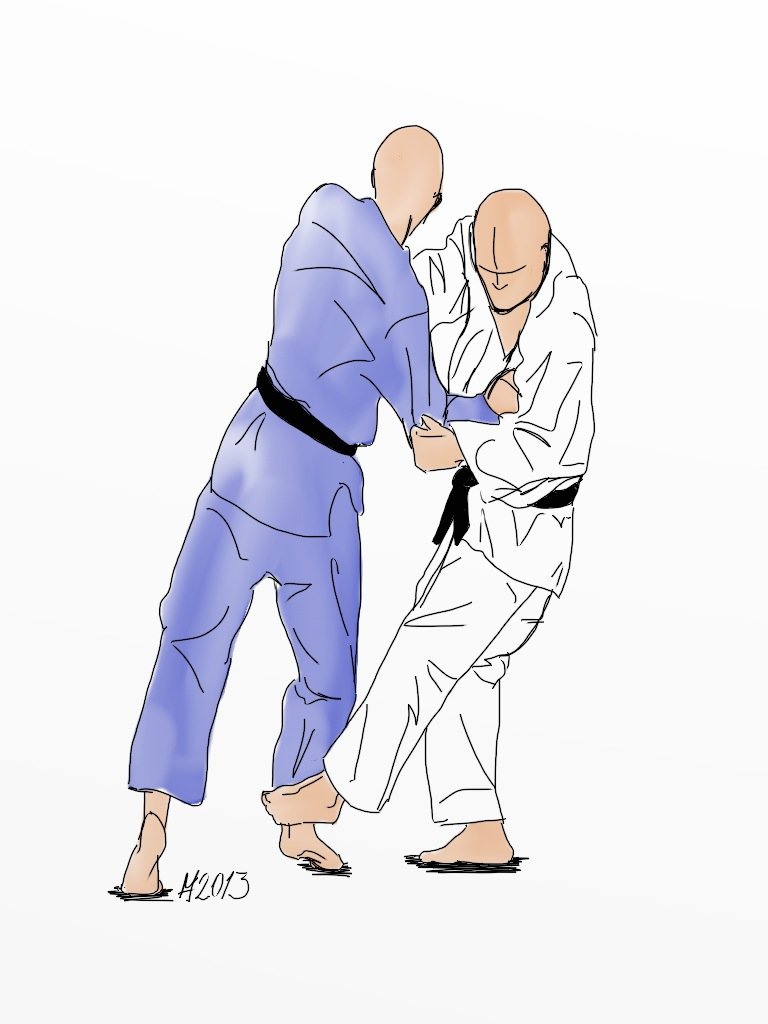
Exécution de Ko-soto-gari

Ko-Soto-Gari (petit fauchage extérieur, en japonais : 小外刈) est une technique de projection du judo. Ko-Soto-Gari est le 1er mouvement du 2e groupe du Gokyo. Ko-Soto-Gari fait partie des techniques de pieds et de jambes (Ashi-Waza).

## Terminologie
- Ko : petit
- Soto : extérieur
- Gari : fauchage